# Panchito Gómez
Francisco "Panchito" Gómez Toro foi um tenente cubano e herói de guerra na Guerra da Independência Cubana. Era conhecido por ser filho de Máximo Gómez e por sua morte em combate na Batalha de San Pedro, aos 20 anos.

## Vida pregressa
Panchito nasceu na tarde de 11 de março de 1876, na fazenda La Reforma, em Jatibonico, quarto filho de Máximo Gómez Báez e Bernarda Toro, ou Manana. Seu pai não pôde estar próximo do filho nos primeiros meses de vida devido à sua participação na Guerra dos Dez Anos, na qual Cuba já havia se tornado sua pátria. Ele nem pôde estar presente quando Manana e seus filhos tiveram que partir para a Jamaica, nas Índias Ocidentais Britânicas, e só em março de 1878 toda a família conseguiu se reunir. Ainda criança, Panchito, ao assumir tarefas domésticas simples, mostrava o seu sentido de responsabilidade, que se distribuía diariamente no meio das dificuldades económicas da família. Juntamente com a admiração pelo pai, a quem por vezes imitava nas brincadeiras de infância, realçava reciprocamente a sensibilidade e o amor pela mãe e pelos irmãos.

## Exílio
Em 1878 iniciou-se um período difícil para a família Gómez, pois com o fim da Guerra dos Dez Anos, fugiram para a Jamaica, Honduras e finalmente, para os Estados Unidos. Em 1888 chegaram a São Domingos, de onde era originário seu pai. Eles se estabeleceram em La Reforma, fazenda com o mesmo nome de Jatibonico.
Vários membros da sua família foram acometidos de doenças, pois alguns dos rapazes morreram, as colheitas foram arruinadas e sofreram dificuldades financeiras, mas nunca desistiram. Em 1892, em Monte Cristi, Panchito trabalhava na casa dos Jiménez, e José Julian Martí Pérez foi até lá procurá-lo para levá-lo a La Reforma onde estava seu pai. Este primeiro encontro do jovem com José Martí marcaria o início de uma amizade que continuaria até a morte de Martí na Batalha de Dos Ríos. Marti descreveu Panchito como:

Ele se destaca pela discrição e ternura, acho que nunca tive ao meu lado uma criatura com menos imperfeições, seu coração tão apegado ao meu que sinto que nasceu de mim.
Panchito estava plenamente consciente da situação em Cuba e da necessidade de iniciar novamente acções para alcançar a independência definitiva da ilha. Em diversas ocasiões participou junto com Martí, Antonio Maceo Grajales, seu pai e outros revolucionários em diversas conspirações. Apesar da juventude, era maduro, trabalhador, responsável e Máximo Gómez confiava plenamente nele e ao partir para Cuba deixa nas suas mãos e nas de seu irmão, Maxito, a tutela dos assuntos familiares. Panchito assumiu uma grande responsabilidade, mas trocaria isso de bom grado por poder lutar nas selvas de Cuba.
Em setembro de 1896, embarcou no vapor Tres Amigos com uma expedição chefiada pelo General Juan Ruis Rivera, com destino a desembarcar no Ocidente. Lá ela espera se colocar sob as ordens de Maceo.

## Guerra da Independência de Cuba
O General Antonio Maceo acolheu Panchito como um filho e manteve-o sempre perto dele, pois sabia que ao incorporá-lo nas suas tropas, assumiria um grande compromisso com Máximo Gómez. No outono de 1896, as contradições entre o governo da República em Armas e o general-em-chefe do Exército Mambí, Máximo Gómez, tornaram-se mais agudas. A petulância de Rafael M. Portuondo Tamayo, secretário interino da Guerra, levou o conflito a um ponto sem volta e Gómez convocou Maceo para um encontro em Las Villas. Ele tinha uma determinação: renunciar.
Com impassível indiferença o governo observou o sacrifício na Batalha de Las Taironas, sem ajuda ou qualquer outra ajuda que não os seus próprios esforços; mas Maceo não deu trégua nem espaço ao General Valeriano Weyler para os Estados Unidos, que esperavam que o impulso revolucionário enfraquecesse. No segundo semestre, o Titã de Bronze havia conseguido abastecer a campanha após os desembarques de Leyte Vidal, com 200 fuzis e 300 mil cartuchos, e de Juan Rius Rivera, com 920 fuzis, 450 mil cartuchos e um canhão pneumático. Entre os expedicionários estava Panchito Gómez Toro.
No dia 2 de novembro, Maceo recebeu o bilhete de Gómez. Duas cartas de Eusebio Hernández Pérez e do Coronel Juan Masó Parra permitiram-lhe compreender a gravidade da situação. Ele não conseguia acreditar. Preocupado, respondeu imediatamente ao apelo do Generalíssimo, apesar da sua estadia em Pinar del Río ser vital.
Para chegar a Las Villas, ele tentou repetidamente cruzar a trilha Mariel-Majana, de 32km de extensão. Em uma de suas tentativas, ele caiu do cavalo antes de recuperar a consciência alguns momentos depois. Afirmou que “estava tonto e atribuiu a culpa à umidade da noite, pois adormeceu poucos minutos depois de chupar um bastão de cana." Alguns especularam que o motivo foi um sonho precognitivo em que ele viu sua esposa coberta por um véu e todos os seus irmãos mortos na guerra.
Ele conseguiu um barco para cruzar a foz do rio Mariel com 20 soldados no dia 4 de dezembro. Ele deixou para trás sua escolta e 150 homens que o acompanharam até a trilha Sullen y taciturn. Nunca lhe pareceu uma noite tão curta, nem imaginou que o comandante espanhol Francisco Cirujeda, chefe do 7º batalhão, o esperava do outro lado do rio San Quintín, que operava entre Punta Brava e a rota para Vueltabajo, na divisa com Mariel, afirmou: “Acabam de me garantir que Maceo pretende passar apenas pela trilha imediata a Mariel […]”. Gómez notificou então seu superior em 1º de dezembro.

## Batalha de San Pedro
Por volta das 9h do dia 7 de dezembro de 1896, Maceo chegou à fazenda San Pedro de Punta Brava, em Bauta, onde cerca de quinhentos havaneses o esperavam; mas Maceo chegou doente e com febre. De sua rede, ele traçou um plano destinado a atacar Marianao e outros subúrbios de Havana. Por volta das 14h55 foram surpreendidos pelas vozes de “Fogo, fogo em San Pedro!” à medida que se sucedia um grande tiroteio que causava desordem total no acampamento. Enfurecido, Maceo tentou se levantar da rede e, não conseguindo, pediu ao ajudante que lhe estendesse a mão. Dada a confusão observada, pediu uma corneta para ordenar o chamado da matança e elevar o moral de combate, mas ninguém apareceu. Ele demorou 10 minutos para se vestir e selar o cavalo, como fazia nas vésperas de uma luta.
As forças espanholas protegeram-se atrás de cercas de pedra que dominavam a área com tiros de fuzil. Maceo decidiu realizar um movimento de envelopamento em ambos os flancos para desalojá-los do parapeito e vencê-los no pomar próximo. Uma cerca de arame estava no caminho e eles começaram a cortá-la. A manobra foi descoberta e uma chuva de balas não permitiu que terminassem o trabalho. Ao se inclinar sobre o cavalo, uma bala atingiu o lado direito do rosto de Maceo e cortou sua artéria carótida perto do queixo. Um jato de sangue jorrou de seu ferimento e manchou sua jaqueta; Ele ficou em pé por dois ou três segundos, soltou as rédeas, o facão caiu e ele desabou.
Foram abordados pelo General-de-Divisão Pedro Díaz Molina, oficial de mais alta patente em San Pedro, pelo Brigadeiro José Miró Argenter, chefe do Estado-Maior do 6º Corpo, pelos coronéis Máximo Zertucha, médico do tenente-general, e Alberto Nodarse Bacallao, seu ajudante-de-ordens durante a invasão, e o comandante Juan Manuel Sánchez Amat, chefe da escolta do Quartel-General, que, ao vê-lo desmaiado, segurou seu corpo sem vida e lhe perguntou consternado: “O que há de errado com você, general?".
Maceo não respondeu pois havia perdido a fala e estava pálido sem sangue no rosto com o estado mortal do ferimento que lhe tirou a vida em apenas um minuto. Miró Argenter saiu do local impulsionado, sem olhar para trás, ignorando os gritos de Zertucha pedindo ajuda para carregar o cadáver. Após alguns segundos de incerteza, o médico tomou a mesma decisão e saiu assustado, desmoralizado.
O General-de-Divisão José Miró Argenter, chefe do Estado-Maior da Coluna de Invasão de Antonio Maceo, escreveu:

"Uma das seções da cavalaria de Juan Delgado encontrou o corpo do General e de seu fiel assistente Francisco Gómez. Esta glória vai para o grupo de José Miguel Hernández Falcón, que reconheceu todos os locais da batalha; e passo a passo ele chegou ao local do desastre e carregou os mortos. Eles foram transportados para uma casa ou fazenda completamente em ruínas (o poço Lombillo) e lá ficaram."
Durante a batalha, Panchito fora ferido e recebeu ordem de permanecer no acampamento. Ao saber da tragédia, porém, Panchito, com um braço na tipóia, foi como ele disse “...morrer ao lado do general”. Saiu mais uma vez ao campo de batalha em busca do cadáver de Maceo, tornando-se alvo aberto dos soldados espanhóis, apesar dos avisos dos demais soldados cubanos. Enfraquecido pela perda de sangue, Panchito tentou suicidar-se para evitar a sua captura mas enquanto escrevia a sua nota de suicídio, um soldado espanhol apanhou-o e esfaqueou-o com um machete. Após a batalha, Juan Delgado González e outros dezoito homens conseguiram recuperar os cadáveres de Panchito e Maceo após uma luta rigorosa contra os espanhóis e deram a ambos os enterros adequados.
O seu pai, Máximo, ficou arrasado, pois ao efeito escandaloso da atitude do Conselho de Governo somou-se a morte do seu próprio filho e do seu antigo companheiro com a pele desgastada por tantos combates. De repente, ele começou a chorar afirmando: “Outra grande desgraça, a mais terrível que poderia me acontecer. Quanta verdade ele expressou quando teve a ideia de dizer: 'Os males nunca vêm sozinhos'”, registrou no dia 16 de dezembro em seu diário. E no dia 28, na intimidade de sua rede, desabafou sua dor: “Triste, muito triste, mais que triste, o ano 96 foi para mim! Isso me deixa com o coração partido e abatido. [...] hoje, neste dia, nestes momentos, sinto na minha alma a tristeza mais profunda e quase me sinto esmagado por uma tristeza que me esforço para suportar”.
Panchito ainda não tinha completado 21 anos. Dias depois a notícia de sua morte chegaria ao pai, mergulhando-o numa profunda depressão que o levou a expressar:

O meu querido Panchito morreu longe de mim; meus braços permaneceram abertos, esperando por ele, porque foi assim que o destino os dispôs (...) Descanse em paz, feliz herói, flor do dia que espalha seus perfumes entre os seus (... ) estaremos sempre chorando por você (...) no lar que a tua ausência eterna deixou desolado e triste, o teu luto será eterno.